# Jennifer Worth
Jennifer Worth RM RN (25 de septiembre de 1935 - 31 de mayo de 2011) fue una enfermera y música británica, autora de una exitosa trilogía literaria basada en sus memorias sobre su trabajo como comadrona en el East End de Londres en la década de 1950: ¡Llama a la comadrona!, Shadows of the Workhouse y Farewell to The East End.

## Biografía
Worth, nacida Jennifer Lee en Clacton-on-Sea, Essex, fue educada en Amersham, Buckinghamshire. Después de completar su formación escolar a la edad de 15 años, donde aprendió taquigrafía y mecanografía, trabajó como secretaria del director de la Dr Challoner's Grammar School. A continuación, se formó como enfermera en el Hospital Real de Berkshire, Reading, y se trasladó a Londres para recibir la formación de comadrona.
Lee fue contratada como enfermera en el Hospital Real de Londres, en Whitechapel a principios de 1950. Con las Hermanas de San Juan el Divino, una comunidad anglicana de monjas, trabajó para ayudar a los pobres. Después, fue enfermera en el Hospital Elizabeth Garrett Anderson de Bloomsbury, y más tarde en el Hospital Marie Curie de Hampstead.
Se casó con el artista Philip Worth en 1963, y tuvieron dos hijas. Worth se retiró de la enfermería en 1973 para continuar con sus intereses musicales. En 1974, se licenció en la London College of Music, donde impartió clases de piano y canto. Obtuvo una beca en 1984. Actuó como solista y con coros de toda Gran Bretaña y Europa. Más tarde comenzó a escribir, y su primer volumen de memorias, ¡Llama a la comadrona!, fue publicado en 2002. El libro se convirtió en un best-seller cuando fue reeditado en 2007. Shadows of the Workhouse (2005, reeditado 2008) y Farewell to The East End (2009) también se convirtieron en best-sellers. La trilogía ha vendido casi un millón de copias solo en el Reino Unido. En un cuarto volumen de sus memorias, In the Midst of Life, publicado en 2010, Worth reflexiona sobre sus experiencias posteriores cuidando a enfermos terminales.
Worth se mostró muy crítica con la película dirigida por Mike Leigh en 2004 Vera Drake, considerando que representaba las consecuencias de un aborto ilegal de forma no realista. Argumentó que el método que se muestra en la película, lejos de ser rápido e indoloro, era en realidad casi siempre fatal para la madre.
Worth murió el 31 de mayo de 2011, después de haber sido diagnosticado de cáncer de esófago a principios de año. Una serie de televisión, ¡Llama a la comadrona!, con base en sus libros, empezó a emitir en la BBC el 15 de enero de 2012.

## Obras
- Eczema and Food Allergy: The Hidden Cause? (1997)
- Call the Midwife (2002)
- Shadows of the Workhouse (2005)
- Farewell to the East End (2009)
- In the Midst of Life (2010)